# Lindenberg (Harzgerode)

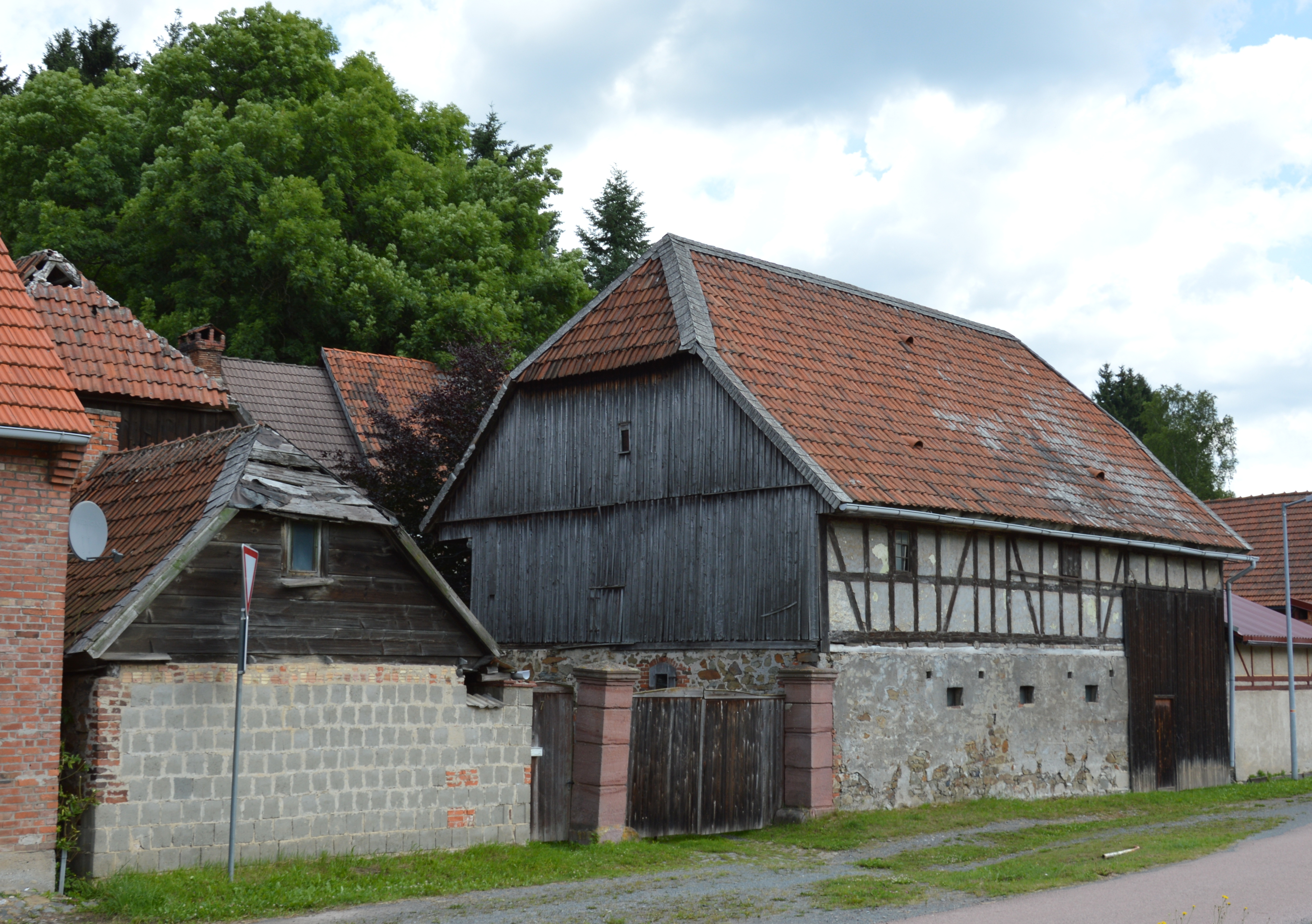
Bauernhof in Lindenberg

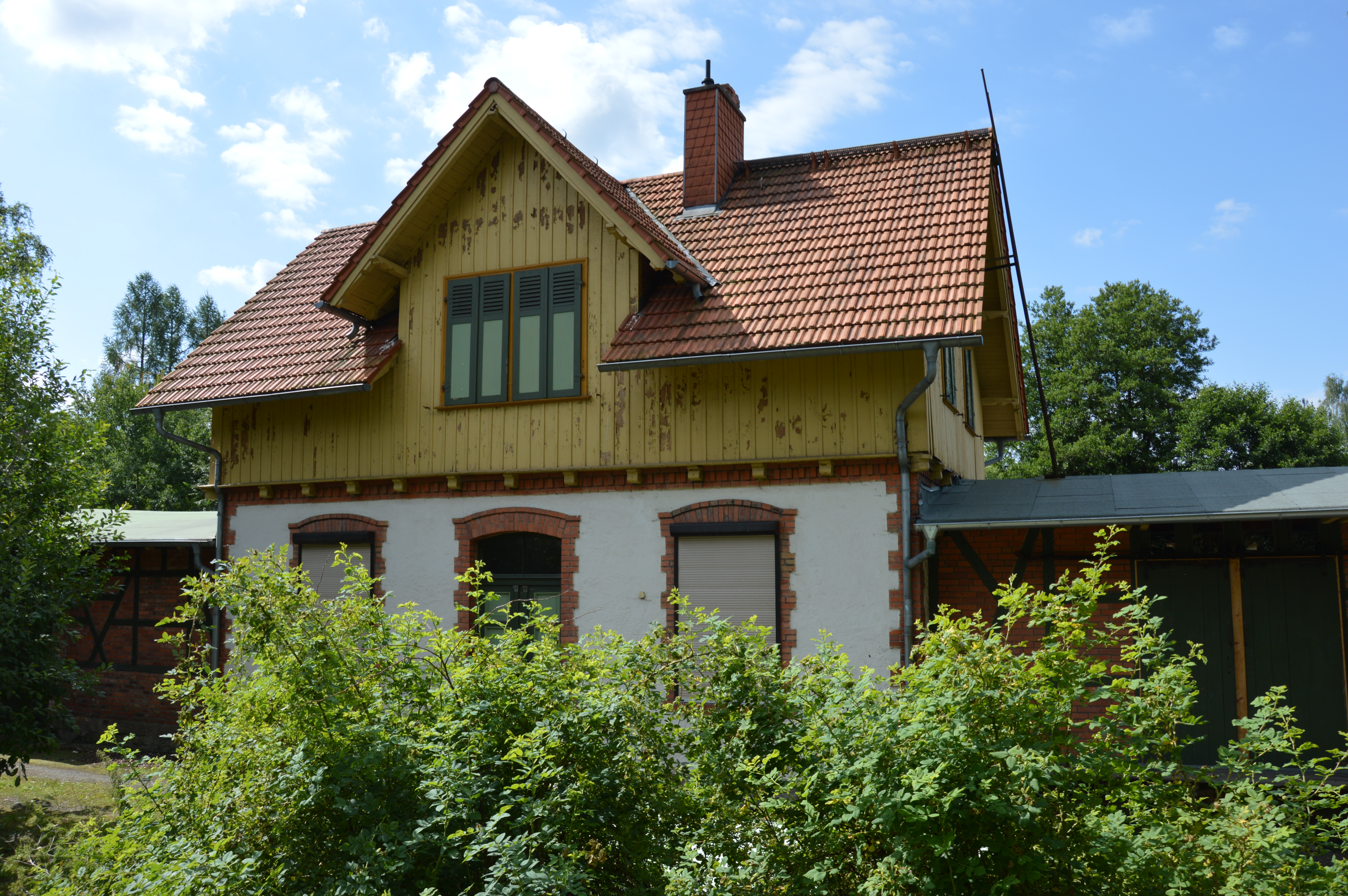
Bahnhof

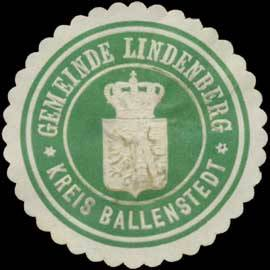
Siegelmarke der Gemeinde Lindenberg

Lindenberg ist ein Ortsteil der zur Stadt Harzgerode gehörenden Ortschaft Straßberg im Harz in Sachsen-Anhalt.

## Lage
Lindenberg bildet den nördlichen Teil von Straßberg, an das es, nur getrennt durch den kleinen Fluss Selke, unmittelbar anschließt. Durch den Ort führt der Selketalstieg. Die Selketalbahn hält im Ort am Bahnhof Straßberg (Harz).

## Geschichte
Die Besiedelung Lindenbergs begann Ende der 1650er Jahre. Zu diesem Zeitpunkt bestand das nur wenig weiter südlich auf der rechten Seite der Selke gelegene Straßberg schon mehrere hundert Jahre. Und es waren auch Straßberger Bauern, die links der Selke am Lindenberg und am Heidelberg, wie es im Harzgeröder Salbuch von 1608 heißt, Land bewirtschafteten. Damals zahlten an den Fürsten von Anhalt-Bernburg fünf Straßberger knapp fünf Taler Abgaben. Nach dem Dreißigjährigen Krieg errichtete der erste von ihnen mit fürstlicher Genehmigung hier sein Gehöft. Die Selke war die Landesgrenze zwischen der Grafschaft Stolberg, zu der Straßberg gehörte und dem Fürstentum Anhalt-Harzgerode, zu dem Lindenberg gehörte. Zunächst war für den Ort der Name Keipenburg, Kneipenburg oder Kniepenburg gebräuchlich.
Um 1800 lebten in Lindenberg 58 Einwohner in 14 Häusern. Lindenberg gehörte zum Amt Harzgerode des Fürstentums Anhalt-Bernburg. Kirchlich gehörte der Ort zur Sankt-Paulus-Kirche in Siptenfelde. Zeitweise wurde in der Nähe ein Marmorbruch betrieben.
1890 wurde Lindenberg an die Selketalbahn angeschlossen und der Bahnhof Lindenberg errichtet. Pläne der Gernrode-Harzgeroder Eisenbahn-Gesellschaft eine Bahnstrecke von Lindenberg nach Rottleberode zu bauen, wurden nicht umgesetzt. Im Jahr 1900 zählte Lindenberg 119 Einwohner, das deutlich größere Straßberg hatte etwa 900 Bewohner. 1933 lebten 112 Bewohner, 1939 106 Einwohner im Ort. Lindenberg gehörte zum Landkreis Ballenstedt des Landes Anhalt. Das benachbarte Straßberg war nun preußisch. Am 1. Juli 1950 wurde Lindenberg nach Straßberg eingemeindet, beide Orte gehörten nach Neuordnung der Länder zur Provinz Sachsen-Anhalt. Die Umbenennung des Bahnhofs in Straßberg (Harz) erfolgte 1952. Gemeinsam mit Straßberg wurde Lindenberg 2009 Teil Harzgerodes.